# CKD (機械メーカー)
CKD株式会社（CKD Corporation ）は、愛知県小牧市に本社を置く機械メーカーである。主に工場向けの自動機械装置や省力機器の製造・販売を行なっている。

## 沿革
- 1943年4月 - 愛知県名古屋市に「日本航空電機株式会社」として設立
- 1945年10月 - 社名を「中京電機株式会社」と改称
- 1961年6月 - 現所在地（愛知県小牧市）に移転
- 1962年10月 - 名証2部に上場
- 1971年2月 - 名証1部に上場
- 1979年7月 - 社名を「シーケーディ株式会社」と改称
  - 11月 - 東証1部に上場
- 1985年10月 - アメリカに「CKD USA CORPORATION」設立
- 1988年5月 - タイに「CKD THAI CORPORATION LTD.」設立
- 1989年6月 - シンガポールに「CKD SINGAPORE PTE.LTD.」設立
- 2000年1月 - 関連企業であったCKDコントロールズ株式会社を合併
  - 10月 - 関連企業であったCKD精機株式会社とCKDプレシジョン株式会社を合併
- 2001年10月 - 中国に「喜開理（上海）機器有限公司 」を設立
- 2002年8月 - 韓国に「CKD韓国株式会社」を設立
- 2003年1月 - 国内販売子会社を統合、中国に「喜開理（中国）有限公司 」を設立
  - 12月 - オランダに支店開設
- 2007年4月 - 台湾に「台湾喜開理股份有限公司」を設立
- 2011年1月 - シンガポールに支店開設
- 2012年7月 - 商号を現在の「ＣＫＤ株式会社」と改称
- 2014年5月 - インドネシアに「PT CKD TRADING INDONESIA」を設立
  - 6月 - ベトナムに「CKD VIETNAM ENGINEERING Co.,LTD.」を設立
  - 8月 - インドネシアに「PT CKD MANUFACTURING INDONESIA」を設立
- 2015年3月 -  メキシコに「CKD MEXICO, S. de R.L. de C.V.」を設立

## 所在地
工場
- 本社（愛知県小牧市）
- 春日井工場（愛知県春日井市）
- 犬山工場（愛知県扶桑町）
- 四日市工場（三重県四日市市）
- 東北工場（宮城県大衡村）
- 中国工場（中国江蘇省）
- タイ工場（タイ・バンコク）
- 韓国工場（韓国・京畿道）
- マレーシア工場（マレーシア・セランゴール州）
- インドネシア工場（インドネシア・西ジャワ州）

営業所
- 東京支店（東京都）
- 名古屋支店（愛知県小牧市）
- 大阪支店（大阪府）
- ヨーロッパ支店（オランダ・アムステルダム）

## 関連会社
- CKD USA CORPORATION（アメリカ・シカゴ）
- CKD THAI CORPORATION LTD（タイ・バンコク）
- 喜開理（上海）機器有限公司（中国・上海市）
- CKD KOREA CORPORATION（韓国） など

## 関連書籍
- 『シーケーデイ40年のあゆみ～人間・信頼・技術』シーケーデイ株式会社社史編纂委員会/編（シーケーディ、1984年）
- 『シーケーデイ50年のあゆみ～技術で拓く 技術が拓く』シーケーデイ株式会社社史編纂委員会/編（シーケーディ、1995年3月）